# Ilyophis
Genre
Ilyophis est un genre de poissons téléostéens serpentiformes.

## Liste des espèces
- Ilyophis arx Robins in Robins et Robins, 1976
- Ilyophis blachei Saldanha et Merrett, 1982
- Ilyophis brunneus Gilbert, 1891
- Ilyophis nigeli Shcherbachev et Sulak in Sulak et Shcherbachev, 1997
- Ilyophis robinsae Sulak et Shcherbachev, 1997
- Ilyophis saldanhai Karmovskaya et Parin, 1999
- Leptocephalus rostratus Schmidt, 1909